# Euxoa sulcifera
Euxoa sulcifera là một loài bướm đêm trong họ Noctuidae.